# العمانية
العمانية، هي قرية من فئة (أ) تقع في محافظة رماح، والتابعة لمنطقة الرياض في السعودية. وتبعد العمانية عن محافظة رماح بمسافة تقارب (80) كم شمالًا على طريق شوية أو مايسمى طريق الكويت.